# The Flowerpot Men
The Flowerpot Men är en brittisk TV-serie som sändes i BBC 1952-1954.